# Астраханский театр оперы и балета
Астраханский государственный театр оперы и балета — государственный музыкальный театр в городе Астрахани.

## История создания
Современный Астраханский театр оперы и балета был основан в результате переформатирования существовавшего с конца 1980-х годов Астраханского государственного музыкального театра. В 2010 году на должность художественного руководителя тогда ещё музыкального театра был приглашён Валерий Воронин. Вместе с ним в команду пришли главный режиссёр Константин Балакин и главный художник Елена Вершинина, также была сформирована профессиональная труппа классического балета; художественным руководителем балета стал Заслуженный артист РФ Константин Уральский.
Официальной датой завершения переформатирования театра стало 15 июля 2011 года, когда музыкальный театр получил статус театра оперы и балета. Первый концерт состоялся 27 октября 2011 года для гостей театра — симфонического оркестра Мариинского театра под управлением народного артиста России Валерия Гергиева.
При содействии федеральных и региональных властей, включая личный контроль со стороны экс-губернатора области Александра Жилкина, к 2012 году было завершено строительство собственного здания оперного театра в реконструированном Театральном парке. Южную часть нового здания заняло областное Министерство культуры и туризма. Первые составы труппы и художественного персонала набирались по приглашению из оперных театров крупнейших городов России и стран СНГ.
Первыми постановками в новом формате стали произведения П. И. Чайковского: опера «Пиковая дама» и балет «Лебединое озеро». В 2012 году силами новообразованного театра была осуществлено open-air исполнение оперы М. П. Мусоргского «Борис Годунов», а в 2014 году и оперы А. П. Бородина «Князь Игорь» в редакции Н. А. Римского-Корсакова и А. К. Глазунова. Спектакль стал лауреатом Всероссийской профессиональной премии «Грани театра масс» в номинации «Лучший театр на открытом воздухе». Исполнения были успешными, и традиция была продолжена в 2016 году исполнением оперы Н. А. Римского-Корсакова «Сказание о невидимом граде Китеже и деве Февронии».
С 2013 года Валерий Воронин, оставаясь художественным руководителем театра, является и его директором.
Формируя репертуар, театр берётся за сложнейшие образцы мировой классики, считая главной задачей бескомпромиссное стремление к максимальному творческому уровню всего, что создаётся в стенах театра. С момента перезапуска театра в декабре 2010 года было поставлено более 30 опер, балетов, а также детских спектаклей на Малой театральной сцене, включая произведения композиторов XX—XXI веков. Четыре оперных спектакля театра номинированы на Национальную театральную премию «Золотая Маска».
В сентябре 2015 года театр осуществил первую в России сценическую постановку драматической легенды Г. Берлиоза «Осуждение Фауста», опередив на 10 месяцев аналогичную премьеру в Большом театре в Москве. Спектакль был записан съёмочной группой телеканала «Астрахань 24», а в 2016 году выдвинут на «Золотую маску», где соперничал с аналогичной постановкой уже Большого театра, премьера которой состоялась лишь 22 июля 2016 года — обе постановки оказались в шорт-листе премии.
В мае 2016 года состоялась мировая премьера балета «Андрей Рублёв», партитура которого была создана композитором В. Г. Киктой по инициативе театра.
С 2012 года Астраханский театр оперы и балета проводит регулярные творческие встречи и мастер-классы. Среди выступавших мастеров были экс-солист и хореограф Парижской национальной оперы Оливье Пате, член Международного совета танца при ЮНЕСКО (CID-UNESCO); руководитель Международного Балтийского фестиваля балета балета Лита Бейрис, в прошлом — прима балетной труппы Национальной оперы; балетовед Виктор Ванслов, концертмейстер Мариинского театра И. Ю. Соболева. С 2012 года действует и детская балетная школа, чьи воспитанники выходят на сцену в массовых сценах балетных постановок театра.

## Концертная деятельность театра
Помимо спектаклей, театр осуществляет широкую концертную работу.
Прежде всего, это деятельность симфонического оркестра театра под управлением Валерия Воронина. Значительным событием в культурной жизни области стал симфонический цикл «Весь Бетховен» — 7 концертных программ, в которых были представлены все симфонии Бетховена, пять его фортепианных концертов, Тройной концерт для фортепиано, скрипки и виолончели, сочинения для голоса с оркестром и отдельные увертюры.
В различных симфонических концертах прозвучали произведения Чайковского, Рахманинова, Свиридова, Шостаковича, Вагнера, Малера, Дворжака, Корнгольда. Впервые прозвучали в Астрахани «Энигма-вариации» Элгара, «Ноктюрны» Дебюсси, «Семь ранних песен» Берга. Был дан гала-концерт к 200-летию великого Верди. Серьёзную концертную работу ведёт хор театра под руководством главного хормейстера, заслуженного деятеля искусств России Галины Дунчевой. В концертном репертуаре хора 9-я симфония Бетховена, «Te Deum» Дворжака, «Вечерня Vesperae» и «Regina coeli» Моцарта, кантаты Рахманинова «Весна» и «Три русские песни», «Иоанн Дамаскин» Танеева, кантата Римского-Корсакова «Свитезянка» и «Стих об Алексее, Божьем человеке», оратория «Иван Грозный» и кантата «Александр Невский» Прокофьева, «Патетическая оратория» Свиридова, духовные концерты Бортнянского, «Орфей и Эвридика» Глюка.
Ежегодно театром даются большие концерты к Дню Победы. Каждый театральный сезон закрывается большими театрализованными гала-концертами, программы которых составляют шедевры отечественного и зарубежного оперного и балетного репертуара. В прилегающем к театру парке устраиваются концертные циклы «Осенние вечера» и ежегодный весенний музыкальный фестиваль «Музыка на траве».
Во время новогодних каникул даются спектакли для детей и концертные программы «Музыкальный бестселлер», «Карнавальная ночь в опере», «Аллилуйя любви».
На сцене театра осуществляют свои концерты Фонд Ирины Архиповой, Фонд «Таланты мира», оргкомитеты международных фестивалей имени Ирины Архиповой, имени В. Барсовой и М. Максаковой, регионального Пасхального фестиваля «Голоса православной Астрахани», российского проекта «Дебютные проекты молодых хореографов». Ежегодно совместно с санкт-петербургским Домом Музыки проводится концерт многолетнего проекта «Река талантов».
Симфонический оркестр, солисты и хор театра — непременные участники фестивалей, проходящих в Астрахани, среди них: международный фестиваль современной музыки, международный фестиваль вокальной музыки им. В. Барсовой и М. Максаковой, пасхальный фестиваль «Голоса православной Астрахани».
В октябре 2016 года, по инициативе художественного руководителя театра Валерия Воронина, театр организовал и провёл первый в Астрахани международный джазовый фестиваль «Дельта-джаз». Фестиваль собрал джазовых музыкантов России, Италии, Ирана, Астрахани. Высокий интерес публики и музыкантов к этому событию показал перспективность дальнейшего проведения фестиваля.
Помимо Большого зала в театре функционируют Малый зал и Чёрная комната. На этих площадках даются камерные концерты в различных музыкальных и театральных жанрах, в которых реализуют творческий потенциал артисты театра.
Большую часть концертной деятельности составляет детский музыкальный абонемент, предлагающий широкий спектр музыкально-образовательных программ для детей от дошкольников до старшеклассников. Камерные концерты проходят также на сценических площадках консерватории, музыкального колледжа, музея культуры Астрахани, картинной галереи, краеведческого музея.

## Номинации на «Золотую маску»
| Год  | Автор и название произведения     | Создатели постановки | Представленные номинации | Результат |
| ---- | --------------------------------- | --- | --- | --------- |
| 2010 | Дж. Пуччини «Мадам Баттерфляй».   | * Музыкальный руководитель и дирижёр Валерий Воронин - Режиссёр-постановщик Ольга Маликова - Сценография и костюмы — Елена Вершинина - Хормейстер-постановщик Заслуженный деятель искусств РФ Галина Дунчева - Хореограф-постановщик Лариса Сивицкая - Художник по свету Елена Вершинина                     | * опера/спектакль - опера/работа дирижёра — В. Воронин - опера/женская роль — Е. Разгуляева, партия Чио-Чио-сан - работа художника в музыкальном театре — Е. Вершинина |           |
| 2012 | П. И. Чайковский «Пиковая дама»   | *Музыкальный руководитель и дирижёр Валерий Воронин - Постановка и сценография — Константин Балакин - Художник по костюмам Елена Вершинина - Хормейстер-постановщик Заслуженный деятель искусств РФ Галина Дунчева - Художник по свету Ирина Вторникова                                                      | * опера/спектакль; - опера/работа дирижёра — В. Воронин - опера/работа режиссёра — К. Балакин - опера/женская роль — Е. Разгуляева, партия Лизы - работа художника по костюмам в музыкальном театре — Е. Вершинина - работа художника по свету в музыкальном театре — И. Вторникова |           |
| 2014 | П. И. Чайковский «Евгений Онегин» | * Музыкальный руководитель и дирижёр Валерий Воронин - Режиссёр-постановщик Константин Балакин - Сценография и костюмы — Елена Вершинина - Хормейстер-постановщик 'Заслуженный деятель искусств РФ' Галина Дунчева - Художник по свету Ирина Вторникова                                                      | * опера/спектакль - опера/работа режиссёра — К. Балакин - опера/женская роль — Е. Разгуляева, партия Татьяны - работа художника в музыкальном театре — Е. Вершинина - работа художника по свету в музыкальном театре — И. Вторникова                                                |           |
| 2015 | Г. Берлиоз «Осуждение Фауста»     | * Музыкальный руководитель и дирижёр Валерий Воронин - Визуальная концепция и постановка — Константин Балакин - Художник-постановщик Елена Вершинина - Хормейстер-постановщик Заслуженный деятель искусств РФ Галина Дунчева - Балетмейстер-постановщик Анна Дмитриенко - Художник по свету Ирина Вторникова | * опера/спектакль - опера/работа дирижёра — В. Воронин - опера/работа режиссёра — К. Балакин - опера/женская роль — Е. Разгуляева, партия Маргариты - работа художника в музыкальном театре — Е. Вершинина - работа художника по свету в музыкальном театре — И. Вторникова         | Шорт-лист |

## Награды

### 2013 год
Спектакль «Борис Годунов» на Соборной площади Астраханского Кремля стал лауреатом Всероссийской профессиональной премии «Грани театра масс» в номинации «Лучший театр на открытом воздухе».

### 2016 год
Театр выиграл грант Министерства культуры Российской Федерации на постановку в Астраханском Кремле оперы Н. Римского-Корсакова «Сказание о невидимом граде Китеже и деве Февронии».
Театр выиграл грант Президента Российской Федерации на реализацию проекта по постановке и проведению цикла театрализованных музыкальных программ для детей «Читаем оперу».
Театр стал лауреатом Первой национальной оперной премии «Онегин» в номинации «Театр».

### 2024 год
Театр стал лауреатом премии «Пушкинская карта» и был признан лучшим региональным театром в стране.

## Премьеры театра
Несмотря на относительную провинциальность и молодость, Астраханский театр оперы и балета осуществил ряд российских и мировых премьер опер и балетов, в том числе ранее не исполнявшихся в России. К таким постановкам относятся:
- «Концерт Рахманинова». Одноактный балет на музыку Концерта для фортепиано с оркестром № 2 С. В. Рахманинова — 30 июня 2012;
- «Наяда и рыбак». Одноактный балет Цезаря Пуни (22 февраля 2013);
- «Терем-теремок». Опера для детей И. Польского в 1-м действии, либретто по сказке С. Маршака (17 апреля 2013);
- «Вальс белых орхидей». Балет в 2-х действиях на музыку Мориса Равеля (июнь 2013);
- «Мария де Буэнос-Айрес». Танго-опера Астора Пьяццоллы в 2-х действиях (13 февраля 2014);
- «Курочка Ряба» и Репка. Оперы для детей В. Ходоша в 1-м действии (11 марта и 1 апреля 2015 года соответственно);
- «Осуждение Фауста». драматическая легенда Гектора Берлиоза в 4-х частях (12 сентября 2015 года);
- «Беда от нежного сердца». Комедия-водевиль в 1-м действии (либретто В. Соллогуба, музыка С. А. Дягилева) (27 ноября 2015 года);
- «Андрей Рублёв». Балет В. Г. Кикты в 2-х действиях (28 апреля 2016);
- «Приключения барона Мюнхгаузена»  Мюзикл для детей Д. Батина, либретто и постановка Е. Саблиной (18 декабря 2019 года);
- «Медный всадник». Балет в 2-х действиях на музыку Рейнгольда Глиэра (март 2023)

### Видеоматериалы по теме
- Г. Берлиоз — Осуждение Фауста (1 и 2 части) — Астрахань 24
- Г. Берлиоз — Осуждение Фауста (3 и 4 части) — Астрахань 24